# 范埃特费尔德公馆
范埃特费尔德公馆（Hôtel van Eetvelde）是一座位于比利时布鲁塞尔的城市住宅，于1895年由维克多·奥塔为埃德蒙·范埃特费尔德设计，后者是剛果自由邦的行政长官。本建筑与其他三座奥塔设计的建筑——塔塞尔公馆、索尔维公馆、奥塔住宅与工作室，都是1900年前具有划时代意义的城市住宅。这四座住宅已于2000年被列入了UNESCO世界遗产名录。

## 建筑
“工业”材料如钢和玻璃的触目可见的应用是对当时有名望的私人寓所的革新。在范埃特费尔德公馆内，奥塔也在正立面上使用了悬挂钢结构。室内通过有钢-玻璃穹顶覆盖的中央接待室接受额外的光线。
1898年，奥塔设计了对该住宅的扩建。该建筑物有了更传统的带有美丽细部的沙岩正立面。它被设计为容纳有供范埃特费尔德使用的一个车房和一个办公室，以及经营用公寓并因此带有一个独立的大门（门牌号为2 Avenue Palmerston）。
|  | 布鲁塞尔的范埃特费尔德公馆于1898年（原文如此）由维克多·奥塔——无疑是关键的欧洲新艺术运动建筑师——设计。当其他大多数建筑师狎玩此新风格之际，奥塔发现它给予其理念以最好的表达。他的才华展现于其有能力使其装饰设计潜入逼仄窘束之场所。室内作为光线的中心变得极其重要，光线自通常位于建筑中央的有金银丝装饰的穹顶与天窗渗透进来。范埃特费尔德公馆是奥塔处理该位置以及用其给通往一层接待室的富丽堂皇的楼梯以高光之方式的非凡实例。 |

## 奖项
联合国教科文组织委员会于2000年将范埃特费尔德公馆认定为世界遗产。
|  | 这四座主要的城镇房屋——塔塞尔公馆、索尔维公馆、范埃特费尔德公馆以及奥塔住宅与工作室——位于布鲁塞尔由新艺术运动早期发起者之一的建筑师维克多·奥塔设计，是19世纪末建筑中最引人注目的先锋作品。这些以其开放的设计，光线的散播，装饰刻线与建筑结构极其出色的结合为特征的作品代表了风格上的革命。 |